# Barikinó
Barikinó (en rus: Барыкино) és un poble de l'óblast de Vladímir, a Rússia, segons el cens del 2010 tenia un habitant. Pertany al districte municipal de Koltxúguino.